# Гребенево (Николоторжское сельское поселение)
Гребенево — деревня в Кирилловском районе Вологодской области.
Входит в состав Николоторжского сельского поселения, с точки зрения административно-территориального деления — в Николо-Торжский сельсовет.
Расстояние по автодороге до районного центра Кириллова — 41 км, до центра муниципального образования Никольского Торжка — 16 км. Ближайшие населённые пункты — Рогалево, Чищино, Кощеево, Рукино.
По переписи 2002 года население — 2 человека.